# Micologia

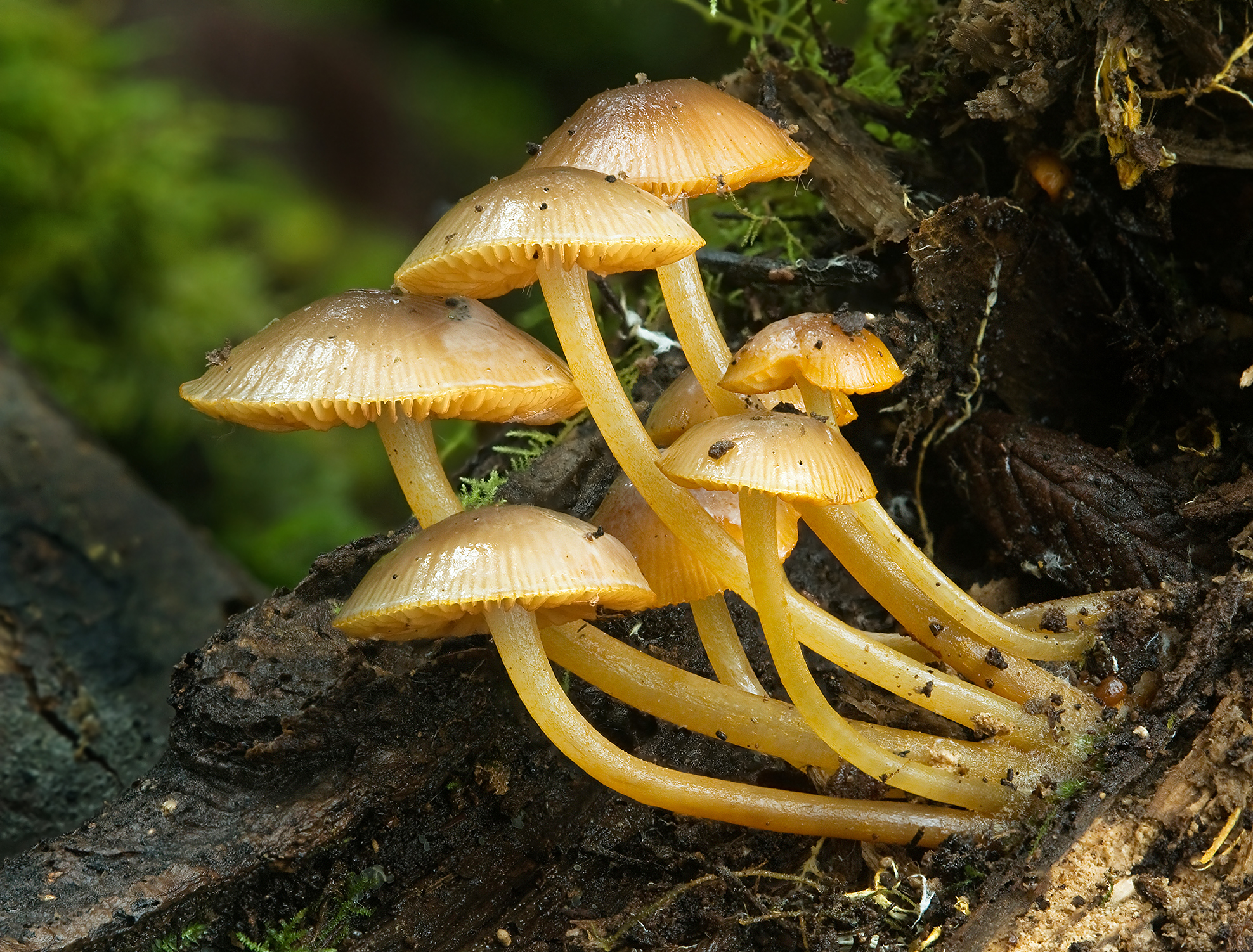
Os cogumelos são uma espécie de estrutura reprodutiva do fungo.

Micologia ou micetologia é a especialidade da biologia que estuda os fungos. Os micólogos (micologistas ou micetologistas) pesquisam taxonomia, sistemática, morfologia, fisiologia, bioquímica, utilidades, e os efeitos benéficos e maléficos das espécies de fungos, que podem ser parasitas, saprófitos ou decompositores. A palavra "Micologia" vem do grego mykes, que quer dizer "cogumelo", e logos, estudo.
Campos reunidos para encontrar espécies interessantes de fungos são conhecidas como 'incursões', após a primeira reunião organizada pelos Woolhope Naturalists' Field Club em 1868 e assim intitulada "Uma incursão entre os fungos".
O Padre austríaco Johannes Rick realizou pesquisas sobre fungos em regiões do Brasil e no Rio Grande do Sul, onde morou entre 1903 e 1946. Por sua publicação da sistemática das espécies em português, pode ser considerado o pai da micologia no Brasil.

## História

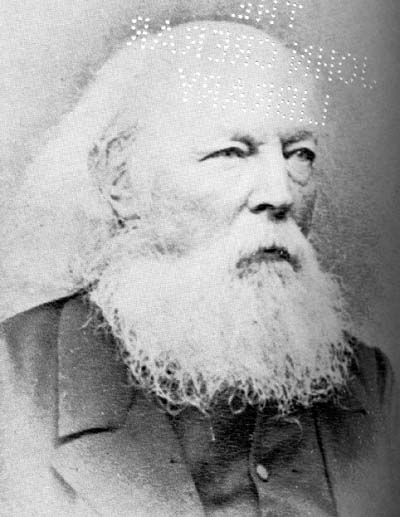
Miles Joseph Berkeley

Presume-se que os seres humanos começaram a recolher cogumelos como alimentos em tempos pré-históricos. Cogumelos foram escritos pela primeira vez nas obras de Eurípedes (480-406 aC). O filósofo grego Teofrasto de Eresos (371-288 a.C.) foi talvez o primeiro a tentar classificar sistematicamente as plantas; cogumelos foram consideradas plantas ausentes de certos órgãos. Mais tarde, foi Plínio, o Velho (23-79 d.C.), que escreveu sobre as trufas em sua enciclopédia Naturalis Historia. A palavra micologia vem do grego: μύκης (mykēs), que significa "fungo" e o sufixo -λογία (-logia), que significa "estudo".
A Idade Média viu pouco avanço no corpo de conhecimento sobre fungos. Em vez disso, a invenção da imprensa permitiu que alguns autores divulgassem as superstições e equívocos sobre os fungos que foram perpetuadas pelos autores clássicos.
O início da era moderna da micologia começa com a publicação de Nova plantarum genera de Pier Antonio Micheli, em 1737. Publicado em Florença, este trabalho seminal lançou as bases para a classificação sistemática de ervas, musgos e fungos. O termo micologia e o complemento micólogo foi utilizado pela primeira vez por M.J. Berkeley, em 1836.

## Micologia medicinal
Durante séculos, certos cogumelos têm sido documentados como uma medicina popular na China, Japão e Rússia. Embora o uso de cogumelos na medicina popular esteja centrado em grande parte do continente asiático, pessoas em outras partes do mundo, como o Oriente Médio, Polônia e Belarus foram documentadas utilizando cogumelos para fins medicinais. Acreditava-se que alguns cogumelos, especialmente poliporos como Reishi sejam capazes de beneficiar uma ampla variedade de doenças da saúde. A pesquisa medicinal de cogumelo nos Estados Unidos está atualmente ativa, com estudos a decorrer na City of Hope National Medical Center, bem como a Memorial Sloan Kettering Cancer Center.
A investigação atual foca em cogumelos que podem ter atividade hipoglicêmica, atividade anti-câncer, atividade anti-patogênica, e aumentar a atividade do sistema imunitário. Uma pesquisa recente revelou que o cogumelo ostra contém naturalmente o medicamento lovastatina para baixar o colesterol, cogumelos produzem grandes quantidades de vitamina D quando expostos à luz ultravioleta, e que certos fungos podem ser uma futura fonte do taxol. Até o momento, a penicilina, lovastatina, ciclosporina, griseofulvina, cefalosporina, ergometrina e estatina são os fármacos mais famosos que foram isolados do reino dos fungos.